# Myrmopopaea jacobsoni
Myrmopopaea jacobsoni är en spindelart som beskrevs av Eduard Reimoser 1933. Myrmopopaea jacobsoni ingår i släktet Myrmopopaea och familjen dansspindlar. Inga underarter finns listade i Catalogue of Life.